# Вішина (Димбовіца)
Вішина (рум. Vișina) — село у повіті Димбовіца в Румунії. Адміністративний центр комуни Вішина.
Село розташоване на відстані 62 км на захід від Бухареста, 38 км на південь від Тирговіште, 124 км на схід від Крайови, 120 км на південь від Брашова.

## Населення
За даними перепису населення 2002 року у селі проживали 3114 осіб, усі — румуни. Усі жителі села рідною мовою назвали румунську.